# Orlando Bloom
Orlando Jonathan Blanchard Bloom, född den 13 januari 1977 i Canterbury, Kent, är en brittisk skådespelare som fick sitt stora genombrott som Legolas i Sagan om ringen år 2001, regisserad av Peter Jackson. Han filmdebuterade 1997 i Wilde som handlar om Oscar Wildes liv. 

## Uppväxt
Orlando Bloom föddes den 13 januari 1977 i Canterbury, Kent, England som son till Sonia och Harry Bloom. När Orlando var fyra år dog Harry. Vid tretton års ålder fick Orlando veta att familjevännen Colin Stone var hans och systern Samanthas biologiska far. Orlando Bloom lider av dyslexi och hade svårt i skolan. Han började studera poesi och prosa men övergav det för skådespelandet. 
Orlando döptes efter Virginia Woolfs romanfigur från boken med samma namn.
Bloom gick på St Edmund's School i Canterbury som ung. Med stöd och uppmuntran av sin mamma att studera teater flyttade han 1993 till London för att gå en tvåårig utbildning i drama, fotografi och skulptur på Fine Arts College i Hampstead (1993-1994 och 1994/1995).
Bloom började på National Youth Theatre där han var i två säsonger och fick ett stipendium till British American Drama Academy. Dramastudierna fortsatte sedan på Guildhall School of Music and Drama i London.

## Karriär
Filmdebuten 1997 var som manlig prostituerad i filmen Wilde baserad på biografin av Oscar Wilde, skriven av Richard Ellman. 1998 föll han tre våningar när han försökte ta sig in i sin väns hus. På sjukhuset fick han höra att han förmodligen aldrig skulle kunna gå igen, men tolv dagar senare gick han ut från sjukhuset på egna ben. Orlando tränar yoga, pilates och simmar regelbundet för att upprätthålla styrkan i sin rygg.
1999 var han med i avsnittet Domedagen (Judgement day) i Morden i Midsomer-serien. Kuriost om detta avsnitt är att Lothlorien är namnet på ett hus och Barnaby och Troy har ett replikskifte om Sagan om ringen och Bilbo - en hobbits äventyr. Orlando Bloom spelar en ung kille som stjäl, bedrar och säljer sex.
Nära sin examen 1999 från utbildningen på Guildhall School fick han rollen som Legolas i Sagan om ringen. Orlando Bloom provspelade för rollen som Faramir, men regissören Peter Jackson tyckte att rollen som den blonda alven Legolas skulle passa bättre. Under inspelningen bröt han ett revben när han ramlade av sin häst, men snart var han på fötter igen och kunde fortsätta med inspelningen. Genom filmtrilogin Sagan om ringen fick Orlando Bloom sitt stora genombrott.

## Privatliv
Orlando Bloom gifte sig med fotomodellen Miranda Kerr 23 juli 2010. I januari 2011 föddes deras son Flynn Christopher Blanchard Copeland Bloom. Paret skildes i slutet av 2013.
Bloom förlovade sig med sångerskan Katy Perry 14 februari 2019 och har tillsammans med henne en dotter.

## Filmografi
| År        | Film                                                 | Roll                |
| --------- | ---------------------------------------------------- | ------------------- |
| 1994-1996 | Casualty (3 avsnitt)                                 | Noel Harrison       |
| 1997      | Wilde                                                | Rent Boy            |
| 2000      | Midsomer Murders, avsnittet Judgement day            | Peter Drinkwater    |
| 2001      | Black Hawk Down                                      | PFC Todd Blackburn  |
| 2001      | Sagan om ringen                                      | Legolas             |
| 2002      | Sagan om de två tornen                               | Legolas             |
| 2003      | Ned Kelly                                            | Joseph Byrne        |
| 2003      | Sagan om konungens återkomst                         | Legolas             |
| 2003      | Pirates of the Caribbean: Svarta Pärlans förbannelse | Will Turner         |
| 2004      | The Calcium Kid                                      | Jimmy Connely       |
| 2004      | Troja                                                | Paris               |
| 2004      | Haven                                                | Shy                 |
| 2005      | Kingdom of Heaven                                    | Balian de Ibelin    |
| 2005      | Elizabethtown                                        | Drew Bailor         |
| 2006      | Pirates of the Caribbean: Död mans kista             | Will Turner         |
| 2006      | Love and Other Disasters                             | Hollywood Paolo     |
| 2007      | Pirates of the Caribbean: Vid världens ände          | Will Turner         |
| 2008      | New York, I Love You                                 | David               |
| 2010      | Sympathy for Delicious                               | The Stain           |
| 2010      | Main Street                                          | Harris Parker       |
| 2011      | The Good Doctor                                      | Dr. Martin E. Blake |
| 2011      | The Three Musketeers                                 | Duke of Buckingham  |
| 2013      | Zulu                                                 | Brian Epkeen        |
| 2013      | Hobbit: Smaugs ödemark                               | Legolas             |
| 2014      | Hobbit: Femhäraslaget                                | Legolas             |
| 2015      | Digging for Fire                                     | Ben                 |
| 2016      | Easy, avsnittet Utopia                               | Tom                 |
| 2017      | Unlocked                                             | Jack Alcott         |
| 2017      | Pirates of the Caribbean: Salazar's Revenge          | Will Turner         |
| 2017      | S.M.A.R.T. Chase                                     | Danny Stratton      |
| 2018      | Romans                                               | Malky               |